# میشمار هانیگیف

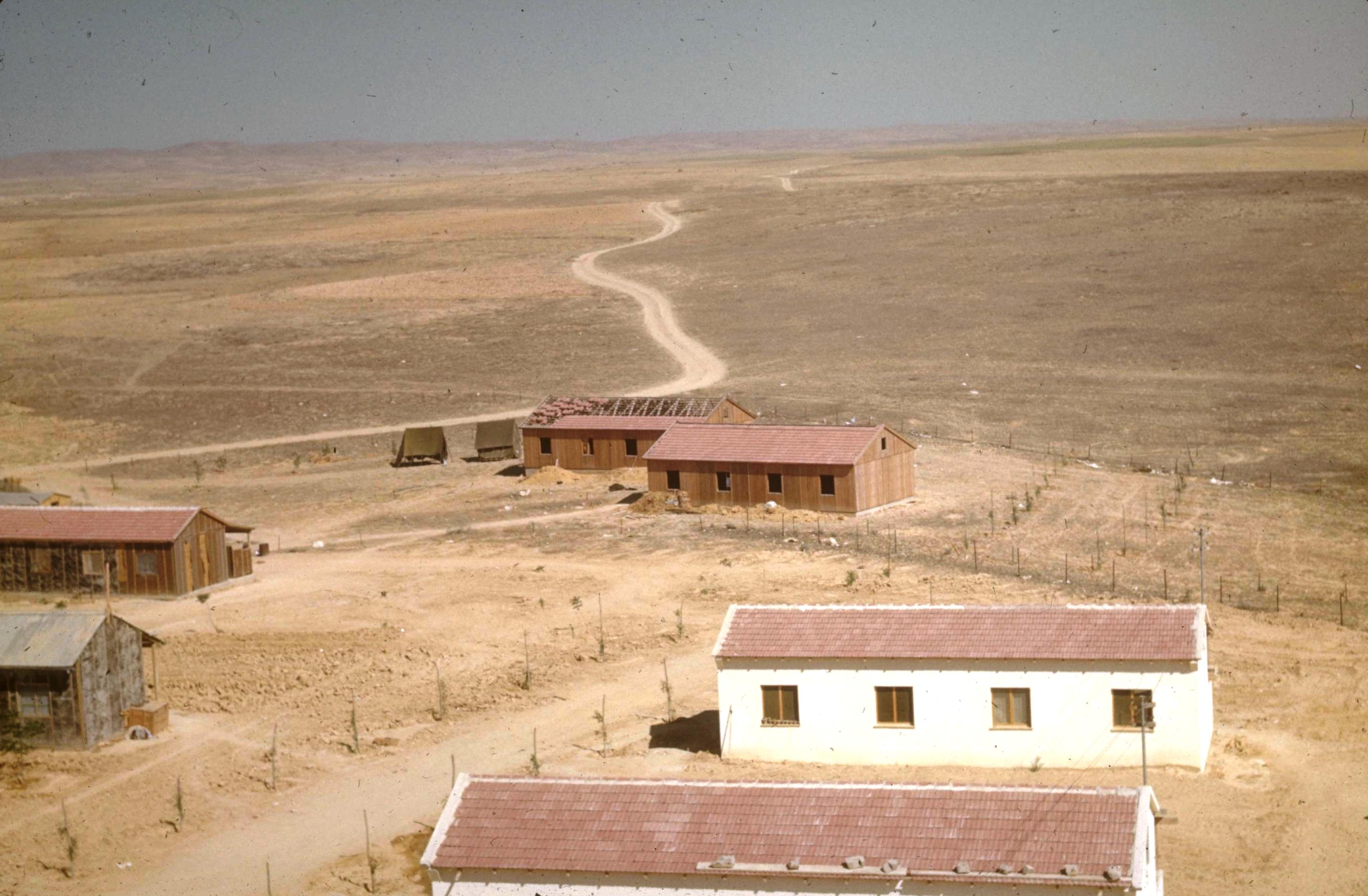
میشمار هانیگیف

میشمار هانیگیف (به لاتین: Mishmar HaNegev) یک منطقهٔ مسکونی در اسرائیل است که در شورای منطقه‌ای بنیه شیمون واقع شده‌است.